# 国际会计准则第24号
国际会计准则第24号（IAS 24）关联方揭示是国际会计准则之一，簡稱：IAS 24，生效始自1986年1月1日，目的是統一按標準化編寫财务报表。
IAS 24要求披露报表企业与关联者之间的關係，及其交易的詳情。

## 关联者的例子
包括控股公司、附属公司和其他直接地或间接地控制报告企业的公司、联营企业、有表决权的股份持有人、關鍵的管理人员、有重大影响力的个人及其直係家庭成员，例如兄弟、姐妹、父親、兒子、丈夫、妻子等。

## 关联者的交易
关联者的交易是指，與关联者之间的资源转移或义务转移。例如货物（成品或半成品）的採购和销售、不动产或资产的買賣、劳务、代理、租赁、研究和开发的转让、许可证、理财分配、担保和抵押及管理合同等。

## 控制權
有控制權是指有50%以上股權、有決定性表决权、有权左右该企业的财务及经营政策的方面。

## 重大影响
IAS 24中所指的「重大影响」（Materiality）可参考国际会计准则第28号（IAS 28）在联营企业中的投资中的定义。

## 不视为是关联者
包括两間公司不具影响力的共同董事、投資者、工会、公用事业、政府部门和政府机构、日常往来业务的單個买主、供应商、专销商、批发商及代理商等。

## 外部連線
- 24）关联方揭示[永久]